# Max de Bok

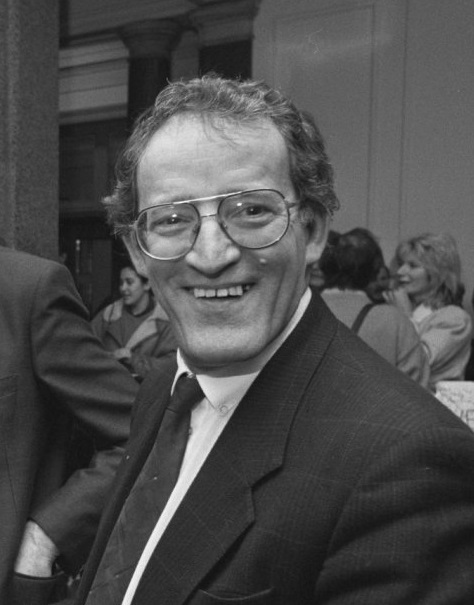
Max de Bok in 1987

Max M. de Bok (Ginneken en Bavel, 7 augustus 1933 – Den Haag, 8 augustus 2016) was een Nederlands journalist.

## Levensloop
De Bok werd geboren als de jongste in een gezin van tien kinderen. Hij volgde het gymnasium aan het Onze Lieve Vrouwelyceum in Breda. In 1955 kwam hij als leerling-journalist bij het toen nog Rooms-katholieke dagblad De Gelderlander. In 1958 begon hij op de parlementaire redactie van de krant in Den Haag en zou daar, met een korte onderbreking tussen 1966 en 1969 toen hij voor de Persunie correspondent was in Brussel, tot 1995 werken. In 1984 won hij de Anne Vondelingprijs voor zijn columns in De Gelderlander onder de naam Binnenskamers. Als journalist had De Bok regelmatig primeurs. Zo wist hij de hand te leggen op het amice-briefje van CDA-fractieleider Bert de Vries aan premier Ruud Lubbers. Dat leidde in 1986 uiteindelijk tot het aftreden van staatssecretaris Gerrit Brokx van Volkshuisvesting.
De parlementair journalist was ook actief voor de Nederlandse Vereniging van Journalisten (NVJ). Van 1974 tot 1975 en van 1982 tot 1986 was hij voorzitter van deze organisatie. Van 1994 tot 2003 was hij voorzitter van het Haagse perscentrum Nieuwspoort.
De Bok was vader van drie kinderen, onder wie de journaliste Karen de Bok (1961-2017). Hij overleed aan kanker. Zijn uitvaartdienst vond plaats in Nieuwspoort.